# Carl Goos
August Herman Ferdinand Carl Goos (* 3. Januar 1835  in Rønne; † 20. Dezember 1917 in Kopenhagen) war ein dänischer Jurist, Hochschullehrer, Kultusminister und Justizminister.

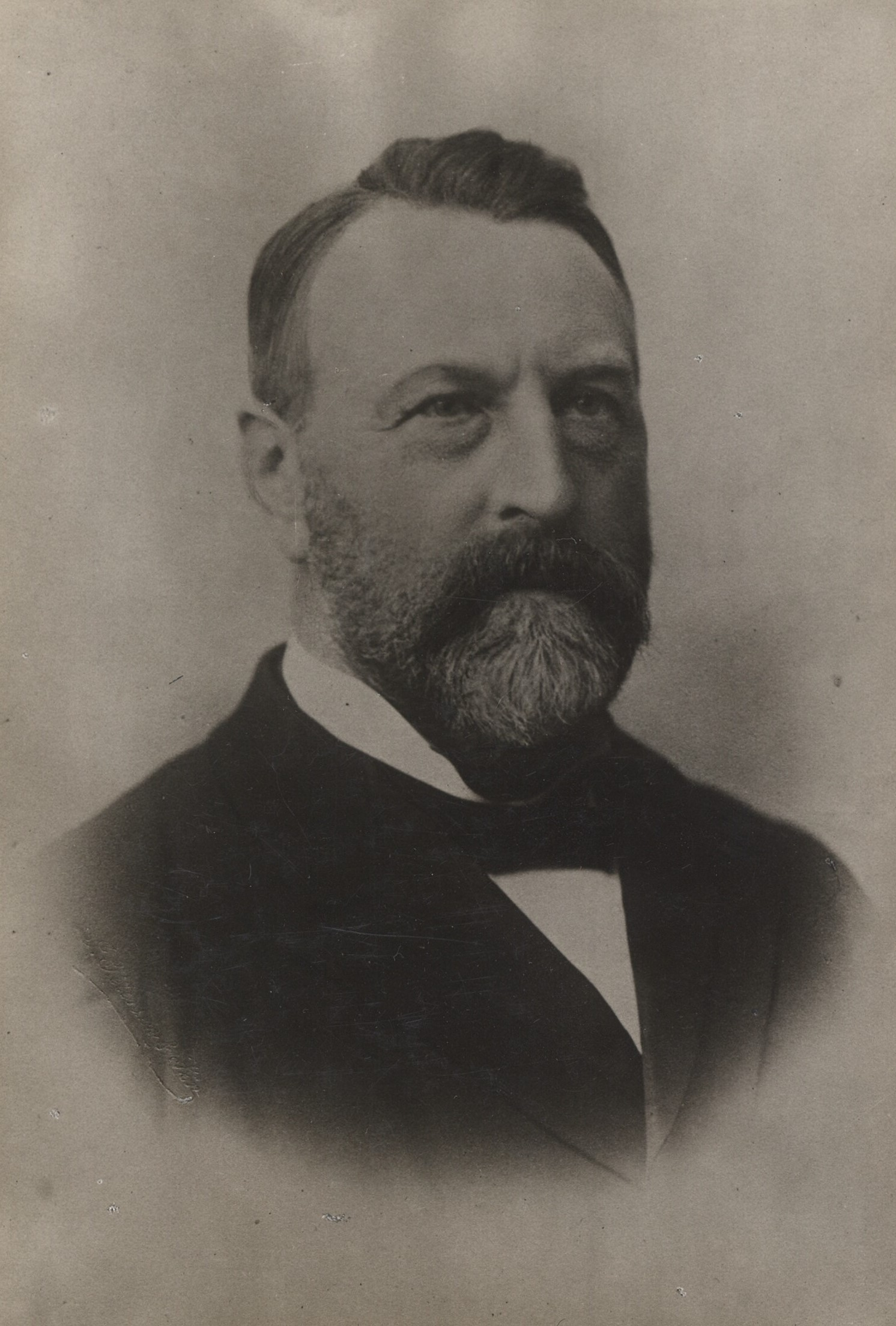
Carl Goos

Goos wurde 1861 Professor der Rechte an der Universität Kopenhagen, 1884 wurde er Oberinspektor des Gefängniswesens. Seine akademische und schriftstellerische Tätigkeit hatte prägenden Einfluss auf die strafprozessuale und strafrechtliche Dogmatik in Dänemark. 1879/1880 war er Rektor der Universität Kopenhagen. Von 1880 bis 1884 gehörte er als konservativer Abgeordneter dem Folketing an. Von 1891 bis 1894 war er Kultusminister, von 1900 bis 1901 dänischer Justizminister. Zudem war er vom 3. Oktober 1910 bis 20. Juli 1914 dänischer Parlamentspräsident.

## Bibliografie
- Indledning til den danske Strafferet (Kopenh. 1875).
- Den danske Strafferets almindelige Del (1878).
- Strafferetsplejens almindelige Grundsätninger (1878).
- Den danske Straffeproces i Forhold til Strafferetsplejens Grundsätninger (1880).
- Den nordiske Strafferet (Nordisk Retsencyklopädi, 1882–99).
- Foreläsninger over almindelig Retsläre (1885–92, 2 Bde.).
- Foreläsninger over den danske Strafferets specielle Del (1887).
- Das Staatsrecht des Königreichs Dänemark (in Marquardsen: Handbuch des öffentlichen Rechts. Freiburg 1889; dän., 1890).
- Den danske Strafferets specielle Del (Kopenh. 1895–96, 3 Bde.)